# Idaea nigrella
Idaea nigrella là một loài bướm đêm trong họ Geometridae.